# Raša Sraka

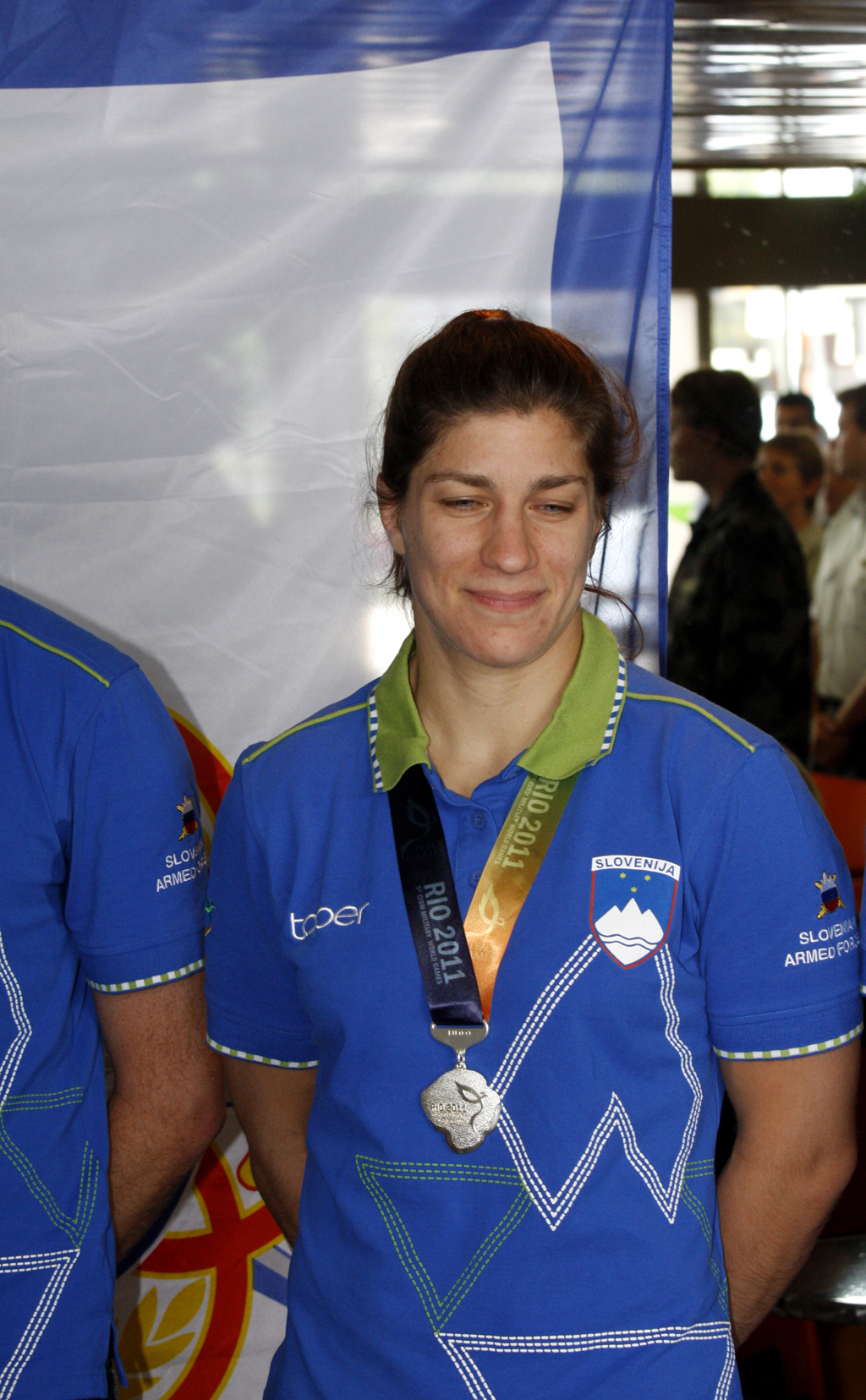
Raša Sraka und ihre Silbermedaille nach den Militärweltspielen 2011

Raša Sraka (* 10. Oktober 1979 in Ljubljana) ist eine ehemalige slowenische Judoka. 2003 war sie Europameisterin im Mittelgewicht.

## Sportliche Karriere
Die 1,74 m große Judoka startete am Beginn ihrer Karriere im Mittelgewicht (bis 66 kg). Nach der Umstellung der Gewichtsklassen trat sie 1998 und 1999 im Halbmittelgewicht (bis 63 kg) an. Ab dem Jahr 2000 kämpfte sie dann im Mittelgewicht (bis 70 kg).
Raša Sraka war bereits 1992 bei slowenischen Kadettenmeisterschaften dabei. 1997 war sie Zweite der Junioreneuropameisterschaften. 1998 gewann sie je eine Bronzemedaille bei den Juniorenweltmeisterschaften und den Junioreneuropameisterschaften. 1999 belegte sie den zweiten Platz bei den Militärweltspielen. Im Jahr 2000 gewann Raša Sraka bei den Militärweltmeisterschaften und belegte den dritten Platz bei den Weltmeisterschaften der Studierenden. 2001 bezwang sie im Finale der Mittelmeerspiele die Algerierin Rachida Ouerdane. Zwei Monate später belegte sie den zweiten Platz bei den Militärweltmeisterschaften. 2002 gewann sie vor heimischem Publikum eine Bronzemedaille bei den Europameisterschaften in Maribor. Bei den Militärweltmeisterschaften 2002 in Peking erkämpfte sie eine Bronzemedaille. Im Jahr darauf besiegte sie im Finale der Europameisterschaften in Düsseldorf die Deutsche Heide Wollert. Ende 2003 erkämpfte sie eine Bronzemedaille bei den Militärweltspielen. 2004 unterlag Sraka der Französin Amina Abdellatif bereits im Achtelfinale der Europameisterschaften in Bukarest, erhielt aber nach vier Siegen in der Hoffnungsrunde eine Bronzemedaille. Im August 2004 bei den Olympischen Spielen 2004 in Athen unterlag Sraka im Achtelfinale der Japanerin Masae Ueno. In der Hoffnungsrunde besiegte sie zunächst Celita Schutz aus den Vereinigten Staaten, schied aber dann gegen die Belgierin Catherine Jacques aus.
2005 belegte Raša Sraka den fünften Platz bei den Europameisterschaften. Im Finale der Mittelmeerspiele unterlag sie der Italienerin Ylenia Scapin. Drei Wochen später siegte sie bei den Militärweltmeisterschaften. Bei den Weltmeisterschaften in Kairo bezwang sie in ihrem ersten Kampf die Olympiasiegerin Masae Ueno und unterlag erst im Halbfinale der Französin Gévrise Émane. Im Kampf um eine Bronzemedaille besiegte sie die Deutsche Annett Böhm. 2006 belegte Sraka den siebten Platz bei den Europameisterschaften. Ende 2006 siegte sie bei den Militärweltmeisterschaften. 2007 gewann sie eine Bronzemedaille bei den Militärweltspielen. Nach einem siebten Platz bei den Europameisterschaften 2008 nahm sie nicht an den Olympischen Spielen 2008 teil.
2009 erreichte sie zum dritten Mal in Folge das Finale der Mittelmeerspiele und gewann die Silbermedaille hinter der Französin Marie Pasquet. Bei den Weltmeisterschaften belegte sie 2009 den siebten Platz. Im Jahr darauf erreichte sie das Finale der Europameisterschaften 2010 in Wien, dort unterlag sie der Ungarin Anett Mészáros. Bei den Weltmeisterschaften in Tokio unterlag sie im Viertelfinale der Französin Lucie Décosse. Mit Siegen über die Japanerin Mina Watanabe und die Niederländerin Edith Bosch in der Hoffnungsrunde erkämpfte Raša Sraka nach 2005 ihre zweite Bronzemedaille bei Weltmeisterschaften. 2011 belegte sie den fünften Platz bei den Europameisterschaften in Istanbul und bei den Weltmeisterschaften in Paris. Zwischen diesen beiden Meisterschaften erkämpfte sie Silber bei den Militärweltspielen in Rio de Janeiro.
Ihre letzte internationale Medaille gewann Raša Sraka bei den Europameisterschaften 2012 in Tscheljabinsk, als sie nur im Halbfinale gegen die Polin Katarzyna Kłys verlor. Zum Abschluss ihrer Karriere nahm sie an den Olympischen Spielen 2012 in London teil. Im Achtelfinale bezwang sie die Spanierin Cecilia Blanco. Nach Niederlagen im Viertelfinale gegen die Südkoreanerin Hwang Ye-sul und in der Hoffnungsrunde gegen die Kolumbianerin Yuri Alvear belegte Sraka den siebten Platz.

## Slowenische Meistertitel
Raša Sraka gewann zehn Landesmeistertitel und war 2009 Zweite hinter Anamari Velenšek.
- Halbmittelgewicht: 1998
- Mittelgewicht: 1995, 1996, 1997, 2000, 2001, 2002, 2006, 2010, 2011